# 西拉帕塔尔
西拉帕塔尔（Silapathar），是印度阿萨姆邦德马吉县的一个城镇，位於布拉馬普特拉河北岸，是該縣的商業中心。总人口22307（2001年）。

## 人口
该地2001年总人口22307人，其中男性11840人，女性10467人；0—6岁人口3167人，其中男1621人，女1546人；识字率69.28%，其中男性为75.10%，女性为62.69%。